# Alayta
Der mächtige Schildvulkan Alayta bedeckt eine Fläche von 2700 Quadratkilometern im Westen der Danakil-Senke südwestlich des Afrerasees in Äthiopien. Die Höhe des Vulkans beträgt 1501 Meter, sein letzter bekannter Ausbruch datiert aus dem Jahr 1915. Eine Kette von jüngeren Kratern formt eine nordnordwestlich ausgerichtete Achse im basaltisch-trachytischen Schildvulkan. Das von frischen Lavaströmen bedeckte Alayta-Lavafeld wurde aus nord-südlich ausgerichteten Spaltenausbrüchen gebildet. In zwei Gebieten im Süden des Vulkankomplexes lassen sich Fumarolen beobachten. Historische Aufzeichnungen belegen einen weiteren Ausbruch an der Südostflanke des Vulkans von Juni bis August 1907.